# I Always Get Lucky with You
Singles de George Jones
Shine On (Shine All Your Sweet Love on Me)
(1983) Tennessee Whiskey
(1983)
"I Always Get Lucky with You" est un single écrit par Merle Haggard, Freddy Powers, Gary Church et Tex Whitson et enregistré par George Jones en 1983.  "I Always Get Lucky with You" et le neuvième single de George Jones en solo à être no 1 du hit-parade country américain. Le single est resté no 1 pendant une semaine et s'est maintenu dans le hit-parade country américain pour un total de treize semaines.

## Positions dans les hits-parades
| Chart (1983)                       | Position |
| ---------------------------------- | -------- |
| U.S. Billboard Hot Country Singles | 1        |
| Canadian RPM Country Tracks        | 6        |